# Gabonpoederdonsklauwier
De gabonpoederdonsklauwier (Dryoscopus angolensis) is een zangvogel uit de familie Malaconotidae (bosklauwieren).

## Verspreiding en leefgebied
Deze soort komt voor in centraal en oostelijk Afrika en telt vier ondersoorten:
- D. a. boydi: zuidoostelijk Nigeria en westelijk Kameroen.
- D. a. angolensis: van zuidelijk Gabon tot noordwestelijk Angola.
- D. a. nandensis: van oostelijk Congo-Kinshasa tot Soedan en westelijk Kenia.
- D. a. kungwensis: westelijk Tanzania.

## Status
De grootte van de populatie is niet gekwantificeerd maar de soort wordt omschreven als schaars tot zeldzaam. Op de Rode lijst van de IUCN heeft deze soort de status niet bedreigd.